# 문창동 엿장수놀이
문창동 엿장수놀이는 대전광역시 중구 문창동에서 행해지는 놀이이다. 2013년 12월 26일 대전 중구의 향토문화유산(무형) 제2호로 지정되었다.